# Zoo (norvég együttes)
A Zoo egy norvég együttes. Legismertebb számaik: Vent, ikkje legg på, Evig ung, Ola Nordmanns Sexualliv. Összesen hat nagylemezük jelent meg, ebből kettő angol, négy norvég nyelven.

## Történetük
Az együttes az 1960-as években alakult meg eredeti Strangers néven, majd 1966-ban vették fel először a Zoo nevet. 1970-ben azonban újabb névváltásra került sor, innentől két évig Focus néven futottak, majd 1972-ben visszacserélték a nevüket Zoo-ra. Sverri Dahl ebben az évben csatlakozott az együtteshez.
1974-ben jelent meg első kislemezük Ormen Lange címmel, ez a norvég toplistán negyedik helyet ért el. Ketil Stokkan 1977-ben csatlakozott hozzájuk, hamarosan ő lett a csapat fő dalszerzője és énekese Sverri Dahl mellett. Első nagylemezük, a Captured in Zoo 1978 áprilisában jelent meg, 1979-ben követte ezt a Guilty c. album. Ezután az újonnan alá írt szerződésük arra kötelezte őket hogy norvégul énekeljenek, ráadásul a saját dialektusukban. A Noregs Heitaste c. lemezük az 1979-es év végén jelent meg, és áttörő sikert aratott. Ezt 1980-ban a Z på maken múlta felül, az Evig Ung című sikerszámmal. Egy évvel később jelent meg a Gaya című lemezük, rajta a Vent, Ikkje Legg På című számmal. 1982-ben jelent meg az utolsó nagylemezük Shagalai címmel, azonban ennek a sikerere alulmúlta az ezt megelőző két albumét.
Végül az együttes 1983 őszén feloszlott, a tagok pedig a saját karrierjük építésébe kezdtek. Ketil Stokkan szólóénekesi pályafutása ekkor vette kezdetét. Sverri Dahl is szólóénekesként adott ki egy albumot, majd a Banana Airlines című zenekarhoz csatlakozott Royer Larsennel együtt.
1999-ben az együttes koncertsorozatra indult Norvégiában.

## Tagjai
- William Hakvaag – gitár (1960-as és 1970-es évek)
- Royer Larsen – basszus (1960-as évektől 1979-ig)
- Trond Nyrud – furulya, szaxofon (1975-től)
- Rudi Høynes – dob (1971-1982, majd 1999-től)
- Ketil Stokkan – ének, gitár (1977-től)
- Sverri Dahl – ének, billentyűs hangszerek
- Erling Andersen – basszus (1980-2004)
- Geir Nordheim – dob (1982-1983)
- Stig Harald Andreassen – basszus (2004-től)

## Lemezeik
- 1974 – Ormen Lange (kislemez)
- 1978 – Captured in Zoo
- 1979 – Guilty
- 1979 – Noregs heitaste
- 1980 – Z på maken
- 1981 – Gaya
- 1982 – Shagalai
- 1994 – Zoobra (válogatás)
- 2000 – Evig ung (válogatás)

## Külső hivatkozások
- A Zoo együttes hivatalos honlapja Archiválva 2017. június 12-i dátummal a Wayback Machine-ben